# União Espírita Mineira
A União Espírita Mineira (UEM) é uma associação assistencial-filantrópica, educacional, cultural e religiosa, representante das associações espíritas de Minas Gerais na Federação Espírita Brasileira (FEB).

## História
Em 24 de junho de 1908, a Federação Espírita Mineira foi fundada em Belo Horizonte, sob a presidência do carioca Antônio Joaquim de Lima. O nome da instituição foi alterado para União Espírita Mineira em outubro do mesmo ano, por sugestão da FEB. Desde o primeiro ano, o intuito da UEM era se tornar líder do espiritismo em Minas Gerais, reivindicando a filiação dos centros espíritas do Estado, seja para defendê-los de problemas com a Igreja ou com a Justiça, seja para integrá-los ao movimento nacional representado pela FEB.
Na gestão de Camilo Rodrigues Chaves, fundou-se o Colégio O Precursor, com sede própria e edificou-se a nova sede da UEM. Em 1948, a UEM participou do Congresso Brasileiro de Unificação Espírita; em 1949, do II Congresso Pan-Americano, no Rio de Janeiro. Neste mesmo ano, à margem do Pan-Americano, realizou-se o Pacto Áureo a 5 de outubro de 1949.

## O Espírita Mineiro
Em agosto de 1908, a UEM criou seu veículo oficial de comunicação, o jornal O Espírita Mineiro, que circulou até junho de 1912. Quando Antônio Lima retornou à UEM, o periódico tornou a circular entre março e julho de 1935. Posteriormente, teve tiragem entre novembro de 1936 e o início da década de 1940. Após dois períodos de atividade, de abril de 1948 a dezembro de 1949 e de março de 1952 ao final da década de 1950, O Espírita Mineiro retornou definitivamente em 1961.

## Presidentes
Lista dos presidentes da UEM:
- 1908 - 1913: Antônio Joaquim de Lima
- 1913 - 1914: Raul Hanriot
- 1914 - 1915: Silvestre Moreira
- 1915 - 1917: Raul Hanriot
- 1917 - 1921: Antônio Augusto de Souza Paraíso
- 1921 - 1922: João Gomes
- 1922 - 1924: Joaquim José Borges
- 1924 - 1925: Abílio Machado
- 1925 - 1927: João Gomes
- 1927 - 1928: Austem Drumond
- 1928 - 1929: Ernesto Senra
- 1929 - 1934: Antônio Augusto de Souza Paraíso
- 1934 - 1935: J. R. Sette Câmara
- 1935 - 1936: Rodrigo Agnelo Antunes
- 1936 - 1937: Cícero Pereira
- 1937 - 1945: Rodrigo Agnelo Antunes
- 1945 - 1955: Camilo Rodrigues Chaves
- 1955 - 1962: Bady Elias Curi
- 1962 - 1995: Maria Philomena Aluotto Berutto
- 1996 - 2002: Pedro Valente da Cunha
- 2003 - 2007: Honório Onofre de Abreu
- 2007 - 2012: Marival Veloso de Matos[5]
- 2013 - 2018: Henrique Kemper Borges Júnior
- 2019: Alisson Pontes de Souza